# الفن في اليونان القديمة
كان للفن في اليونان القديمة أثرًا و تأثيرا هائلًا على إثراء ثقافة الكثير من البلدان العصور القديمة ومروًا بالوقت الحاضر، لا سيما في مجالات النحت والهندسة المعمارية. الفن في اليونان القديمة هو الأسلوب الفني الذي اتبعه الفنانون الإغريق القدامى، وكان يتميز بالبحث عن الجمال المثالي، وإعادة العالم المثالي التابع للنموذج الأفلاطوني، أو من خلال محاكاة الطبيعة على النمط الأرسطي. وقد أسست الثقافة التي طورها الإغريق القدامى أسس الثقافة الغربية. ومنها تم تطوير المبادئ والمفاهيم اللاحقة للفن والفلسفة والمعرفة. وكان الفن في الإمبراطورية الرومانية مستمد إلى حد كبير من النماذج اليونانية. وفي الشرق، بدأت فتوحات الإسكندر الأكبر عدة قرون من التبادل بين الثقافة اليونانية وثقافة آسيا الوسطى والهند، مما أدى إلى الفن البوذى اليوناني، مع تداعيات بقدر اليابان. ثم بعد عصر النهضة في أوروبا، كانت المعايير الجمالية الإنسانية والتقنية العالية من الفن اليوناني مصدر إلهام لأجيال من الفنانين الأوروبيين. وحتى القرن التاسع عشر، هيمنت التقاليد الكلاسيكية المستمدة من اليونان على الفن في العالم الغربي.
أنشأت العمارة اليونانية، البسيطة من الناحية الفنية، أسلوبًا متناغمًا في العديد من المواضع التفصيلية
التي اعتُمدت إلى حد كبير بواسطة الهندسة المعمارية الرومانية التي ما تزال تتّبع في بعض المباني الحديثة. استخدمت أساسيات زخرفة مماثلةً للزخارف الموجودة في الفخار والأشغال المعدنية وغيرها من الفنون، وكان لها تأثير هائل على الفن الأوراسي، بالأخص بعد أن حملتها البوذية إلى ما وراء العالم اليوناني الموسع الذي أنشأه الإسكندر الأكبر. ولا يخفى على أحد ما تضمنه السياق الاجتماعي للفن اليوناني الذي شمل تطورات سياسية جذرية وزيادة كبيرة في الازدهار، بالإضافة إلى أن المنجزات اليونانية كانت مؤثرة بنفس القدر في مجال الفلسفة والأدب والميادين الأخرى.
عمومًا يُستثنى الفن القديم لليونانيين من «الفن اليوناني القديم»، ويُعرف بدلًا من ذلك بالفن اليوناني الحديث الذي يتبعه فن بحر إيجه، يشمل الأخير الفن السيكلادي وفن الثقافات المينوية والميسينية من العصر البرونزي اليوناني. عادة ما يُقسم فن اليونان القديمة من ناحية الأسلوب إلى أربع فترات: الهندسية، والقديمة، والكلاسيكية، والهلنستية. يرجع تاريخ العصر الهندسي إلى نحو عام 1000 قبل الميلاد، على الرغم من أنه في الواقع لا يُعرف سوى القليل عن الفن في اليونان في المئتي عام السابقة، والمعروف تقليديًا باسم العصور المظلمة اليونانية. شهد القرن السابع قبل الميلاد التطور البطيء للطراز العتيق كما يتضح من النمط الأسود للرسم الزهرية. تعد تقريبًا فترة 500 ق.م، قبيل الحروب الفارسية بفترة وجيزة (480 ق.م -448 ق.م)، بمثابة الخط الفاصل بين العصور القديمة والعصر الكلاسيكي، ويعد عهد الإسكندر الأكبر (336 ق.م -323 ق.م) فترةً فاصلة بين العهدين الكلاسيكي والهلنستي. واعتبارًا من مرحلة ما في القرن الأول قبل الميلاد وما بعدها استخدم لفظتي «غريكو رومان» أو أكثر من مصطلح محلي للإشارة إلى العالم اليوناني الشرقي. 
في الواقع، لم يكن هناك انتقال حاد من فترة إلى أخرى. فقد تطورت أشكال الفن بسرعات مختلفة في أجزاء مختلفة من العالم اليوناني، وكما في أي عصر، عمل بعض الفنانين بأسلوب أكثر ابتكارًا من غيرهم. تمكن التقاليد المحلية القوية، ومتطلبات الطوائف المحلية، المؤرخين من تحديد أصول الأعمال الفنية وإن وجدت بعيدًا عن مكانها الأصلي. صُدّر الفن اليوناني بمختلف أنواعه على نطاق واسع. شهدت الفترة بأكملها زيادة مطردة بشكل عام في الرخاء والروابط التجارية داخل العالم اليوناني والثقافات المجاورة.
يختلف معدل بقاء الفن اليوناني بوضوح عن الفنون الأخرى. لدينا كميات ضخمة من الفخار والعملات المعدنية، والكثير من التماثيل الحجرية، بالرغم من وجود النسخ الرومانية الكثيرة، وعدد قليل من التماثيل البرونزية الكبيرة. تكاد تُفقد تمامًا اللوحات، والأوعية المعدنية الجميلة، وأي نوع من المواد القابلة للتلف بما في ذلك الخشب. وقد بقيت الصخور الحجرية في عدد من المعابد والمسارح لكن مع المحافظة على القليل من زخارفها بشكل عام.

## الحقبات والأنماط
حدد تاريخ الفن أنماط متنوعة عدة تؤرخ الفن في اليونان القديمة:
- الحقبة الهندسية في القرنين التاسع والثامن قبل الميلاد، هناك معلومات قليلة جدًا على الفترة السابقة لها والتي كانت تعرف بالعصر المظلم في تاريخ اليونان، وهي الفترة التي سبقت الفن في الحضارات ما قبل الهيلينية مثل الفن الكيكلادي والفن الفن المينوي والفن الميسيني.
- الحقبة المتقلدة بالفينيقيين وآشور، من نهاية القرن الثامن وبدايات القرن السابع قبل الميلاد.
- الحقبة القديمة، في القرنين السابع والسادس، وظهرت في الزخرفة التصويرية على الخزف الذي تميز بتقنية رسم الشخصيات السوداء.
- النمط الحاد، من نهايات القرن السادس حتى بدايات القرن الخامس قبل الميلاد، حيث ظهرت في الزخرفة التصويرية على الخزف الذي تميز بتقنية الرسم على الجانبين باللون الأسود والأحمر.
- العصر الكلاسيكي، في القرنين الخامس والرابع قبل الميلاد، منذ بداية الحروب الميدية في فترة حكم الإسكندر الأكبر، حيث ظهرت في الزخرفة التصويرية على الخزف الذي تميز باستخدام تقنية رسم الشخصيات الحمراء، والذي امتد حتى الحقبة اللاحقة له.
- الفن الهلنستي، أواخر القرن الرابع والقرنين الثالث والثاني قبل الميلاد، حيث تبعه الفن في روما القديمة، بدءًا من الغزو الروماني لليونان في عام 146 قبل الميلاد.

## معرض صور

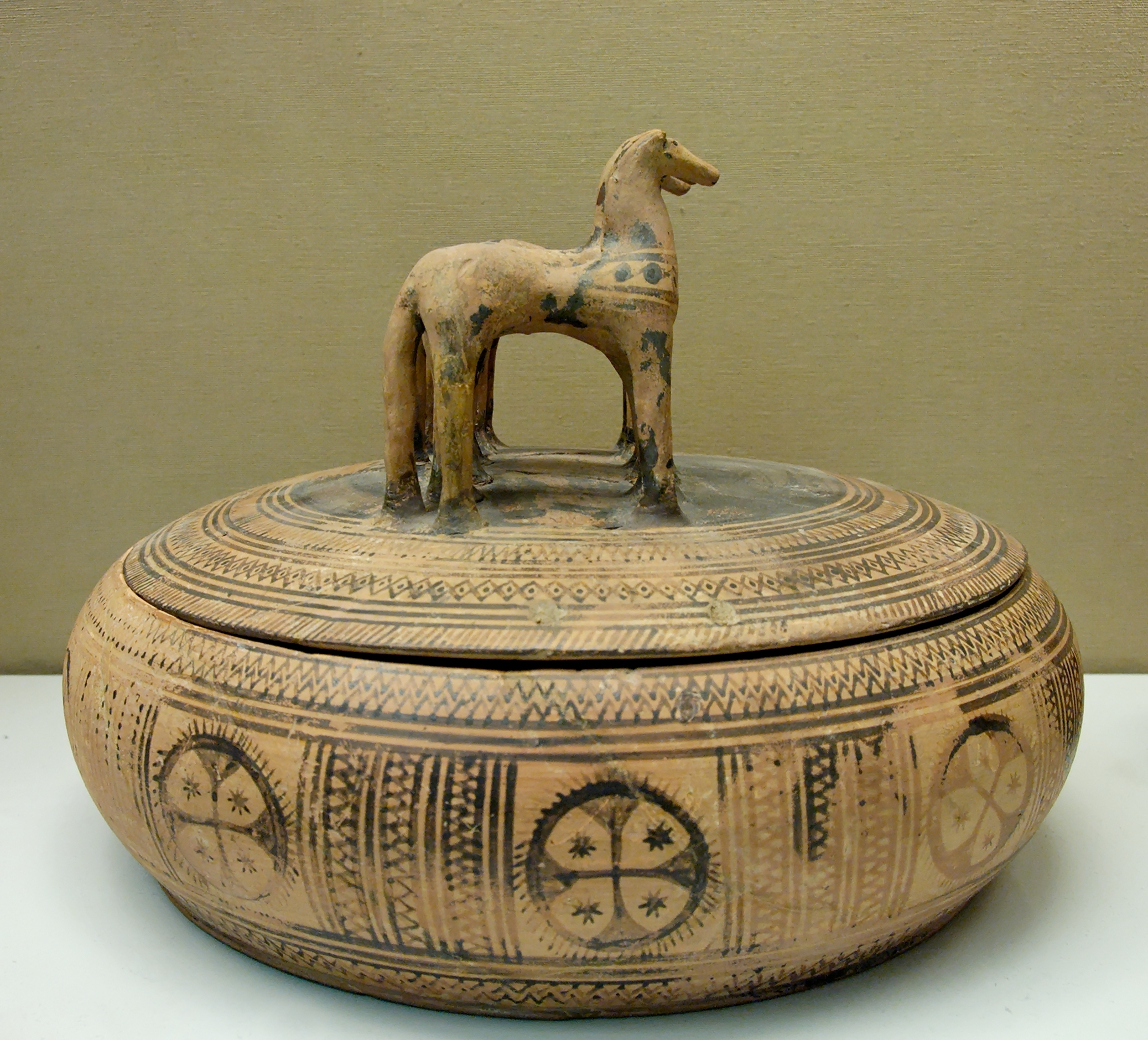
صندوق مع غطاء هندسية على شكل حصان.
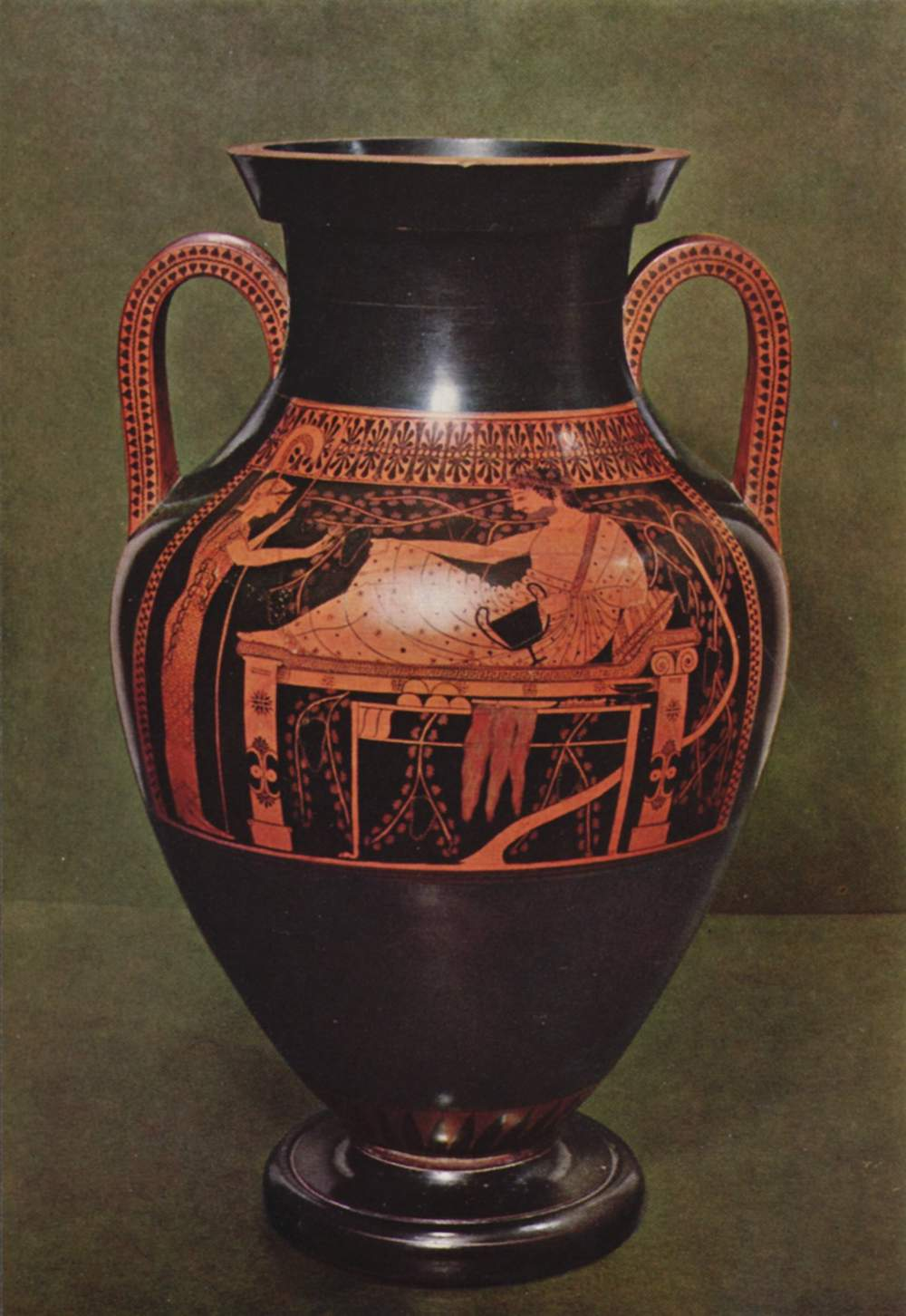
شكل للخزف الذي تميز بتقنية الرسم على الجانبين باللون الأسود والأحمر.
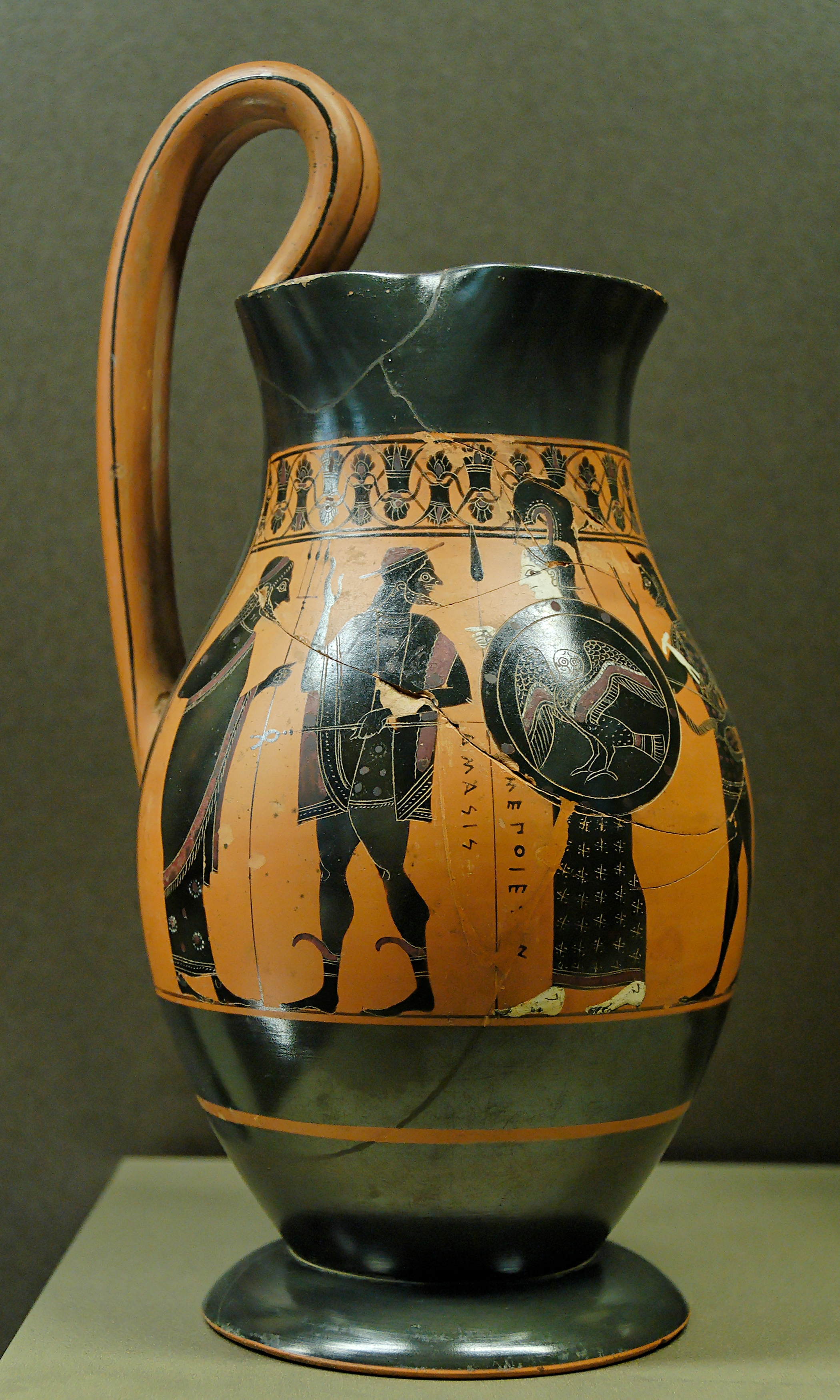
الزخرفة التصويرية على الخزف التي تميزت بتقنية رسم الشخصيات السوداء.
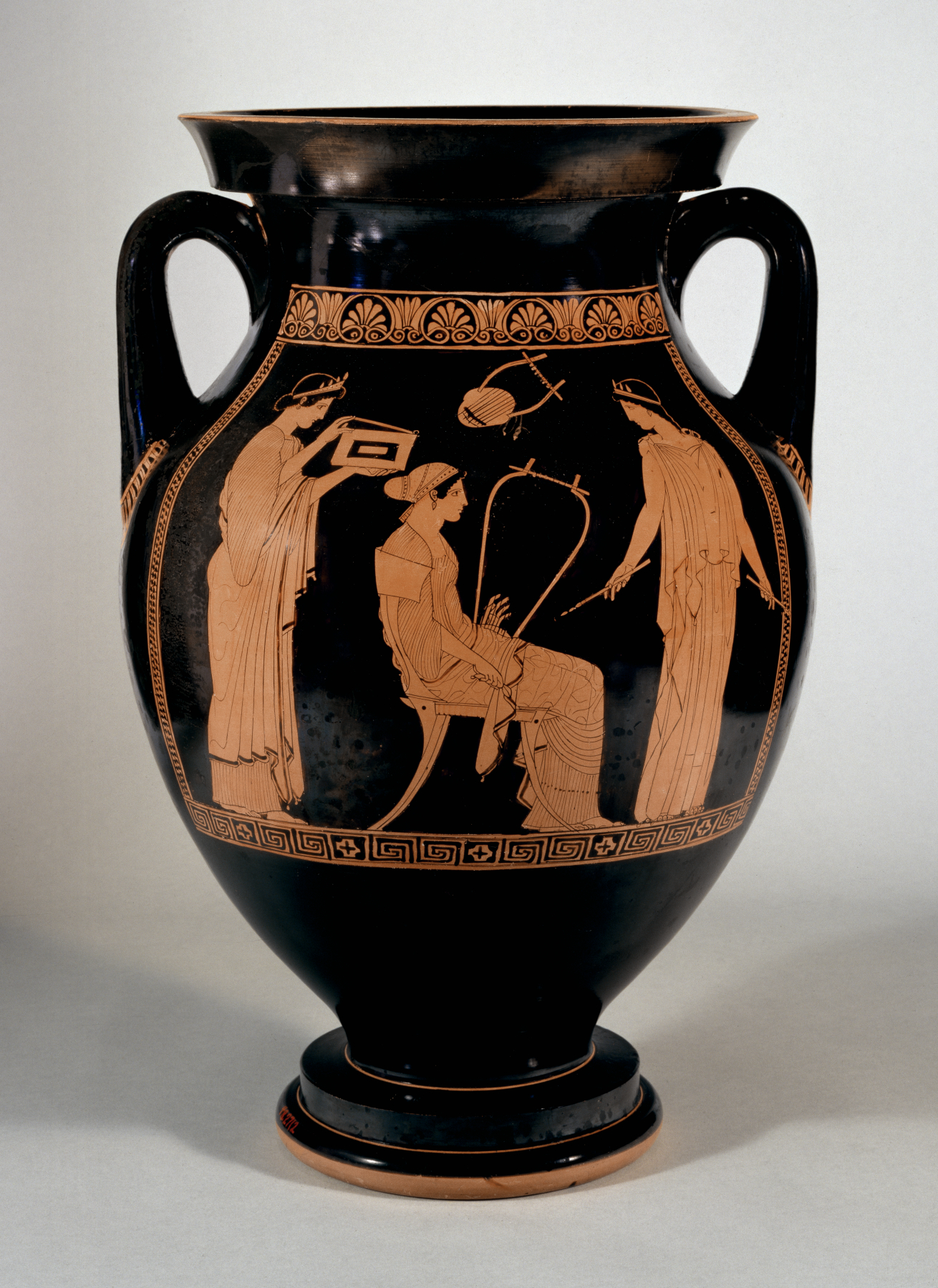
الزخرفة التصويرية على الخزف التي تميزت بتقنية رسم الشخصيات الحمراء
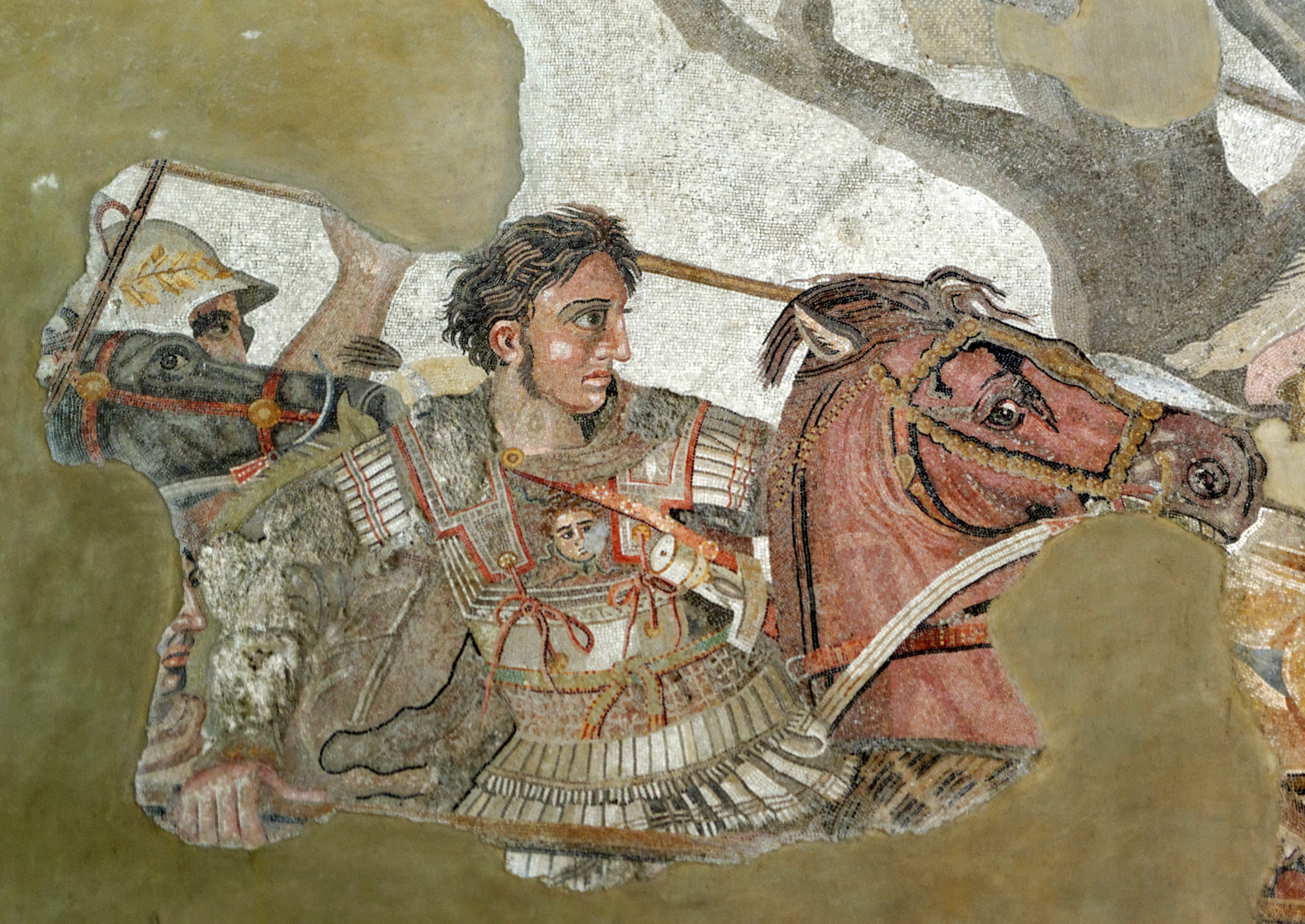
الفن الهلنستي.
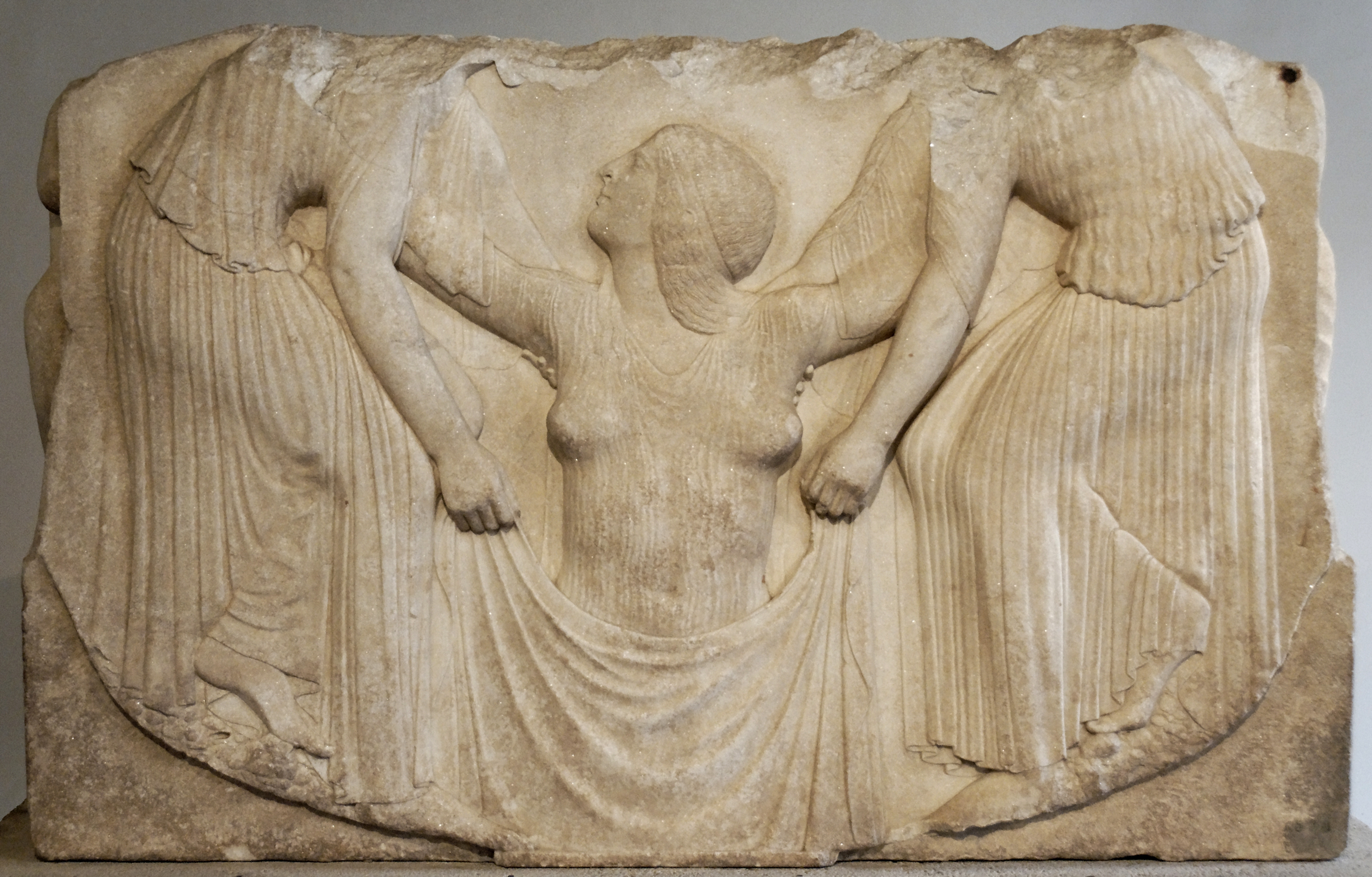
النمط الحاد.
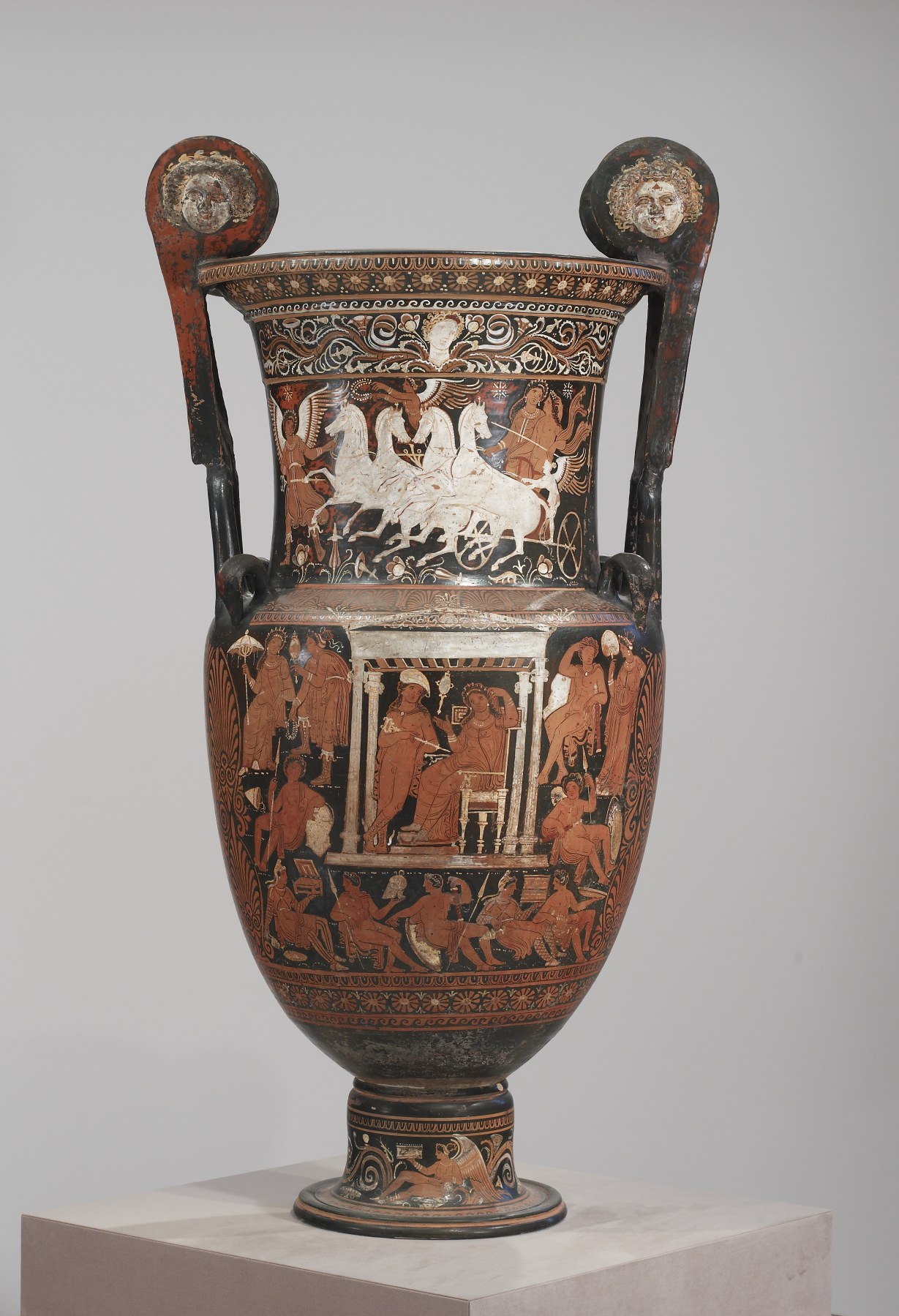
من العصر الكلاسيكي.